# Marco Legovich
Marco Legovich (nacido el 12 de septiembre de 1992 en Trieste, Italia) es un entrenador italiano de baloncesto. Actualmente dirige al Pallacanestro Trieste de la Lega Basket Serie A, la primera categoría del baloncesto italiano.

## Trayectoria como entrenador
Legovich comenzó su carrera como entrenador en la temporada 2015-16, ejerciendo como tercer entrenador del en el campeonato 2015-2016 como tercer entrenador del Pallacanestro Trieste, cargo que ocupó durante 5 temporadas. 
En las temporadas 2019-2020 y 2021-2022 asumió el cargo de segundo entrenador de Franco Ciani.
El 17 de junio de 2022, se convirtió en entrenador del Pallacanestro Trieste de la Lega Basket Serie A por dos temporadas.

## Clubs como entrenador
- 2015–2022: Pallacanestro Trieste (Asistente)
- 2022-Actualidad: Pallacanestro Trieste